# Noorwegen op het Eurovisiesongfestival 1992
Noorwegen nam deel aan het Eurovisiesongfestival 1992 in Malmö (Zweden). Het was de 32ste keer dat Noorwegen deelnam aan het Eurovisiesongfestival. NRK was verantwoordelijk voor de Noorse bijdrage voor de editie van 1992.

## Selectie procedure
In tegenstelling tot het vorige jaar, koos men er weer voor om een nationale finale te organiseren.
Deze vond dit jaar plaats in het Oslo Spektrum in Oslo en werd gepresenteerd door Elisabeth Andreasson en Jahn Teigen.
In totaal deden er 10 artiesten mee aan deze finale en de winnaar werd gekozen door 10 regionale jury's.
| Volgorde | Artiest                   | Lied                           | Punten | Plaats |
| -------- | ------------------------- | ------------------------------ | ------ | ------ |
| 1        | Merethe Trøan             | "Visjoner"                     | 740    | 1      |
| 2        | Ottar "Big Hand" Johansen | "No i natt"                    | 234    | 7      |
| 3        | Scandinavia               | "Et sted i Scandinavia"        | 329    | 5      |
| 4        | Torhild Nigar             | "Hjembygd"                     | 234    | 7      |
| 5        | Stephen Ackles            | "Det er lørdag og rock'n roll" | 593    | 4      |
| 6        | Anne Karin Kaasa          | "Morgongry"                    | 278    | 6      |
| 7        | Tor Endresen              | "Radio Luxembourg"             | 715    | 2      |
| 8        | The Contenders            | "Munn mot munn-metoden"        | 220    | 9      |
| 9        | Wenche Myhre              | "Du skal få din dag i morgen"  | 618    | 3      |
| 10       | Karl Robert Henie         | "Som en bro"                   | 180    | 10     |

## In Malmö
In Zweden moest Noorwegen optreden als eenentwintigste, na Joegoslavië en voor Duitsland. Na de stemming bleek dat Noorwegen de 18de plaats had gegrepen met 23 punten.
België en Nederland hadden respectievelijk 3 en 0 punten over voor deze inzending.

### Gekregen punten

#### Finale
| 12 punten             | 10 punten   | 8 punten | 7 punten | 6 punten                          |
| --------------------- | ----------- | -------- | -------- | --------------------------------- |
|                       |             |          |          | - Denemarken                      |
| 5 punten              | 4 punten    | 3 punten | 2 punten | 1 punt                            |
| - Verenigd Koninkrijk | - Luxemburg | - België | - Zweden | - Finland - IJsland - Joegoslavië |

### Punten gegeven door Noorwegen

#### Finale
Punten gegeven in de finale:
| 12 punten | Italië      |
| 10 punten | Frankrijk   |
| 8 punten  | Griekenland |
| 7 punten  | Ierland     |
| 6 punten  | Denemarken  |
| 5 punten  | Spanje      |
| 4 punten  | Nederland   |
| 3 punten  | Cyprus      |
| 2 punten  | Israël      |
| 1 punt    | IJsland     |

1960 · 1961 · 1962 · 1963 · 1964 · 1965 · 1966 · 1967 · 1968 · 1969 · 1970 · 1971 · 1972 · 1973 · 1974 · 1975 · 1976 · 1977 · 1978 · 1979 · 1980 · 1981 · 1982 · 1983 · 1984 · 1985 · 1986 · 1987 · 1988 · 1989 · 1990 · 1991 · 1992 · 1993 · 1994 · 1995 · 1996 · 1997 · 1998 · 1999 · 2000 · 2001 · 2002 · 2003 · 2004 · 2005 · 2006 · 2007 · 2008 · 2009 · 2010 · 2011 · 2012 · 2013 · 2014 · 2015 · 2016 · 2017 · 2018 · 2019 · 2020 · 2021 · 2022 · 2023 · 2024 · 2025